# Stade de la Nova Creu Alta
Le stade de la Nova Creu Alta est un stade de football situé à Sabadell, en Espagne.
Le club du CE Sabadell y dispute ses matchs à domicile.

## Histoire
Lors des Jeux olympiques d'été de 1992, le stade accueille six matchs du tournoi olympique de football.